# Друэ, Жан-Жермен
Жан-Жерме́н Друэ́ (фр. Jean-Germain Drouais; 25 ноября 1763 года, Париж — 15 июля 1788 года, Рим) — французский живописец исторического жанра школы Жака Луи Давида, преждевременно скончавшийся в двадцать четыре года.

## Биография
Жан-Жермен — сын и ученик художника Франсуа-Юбера Друэ (1727—1775) и внук Юбера Друэ (1699—1767). Его сестра Мари-Анна также училась живописи. Все члены этой художественной семьи были живописцами-портретистами. Жан-Жермен Друэ учился живописи в Париже под руководством Николя Брене (фр. Nicolas Guy Brenet) и Жака Луи Давида. Преждевременная смерть отца в 1775 году, когда ему было всего двенадцать лет, способствовала скорому обретению независимости и самостоятельности Жана-Жермена как художника.
Получив в 1784 году Римскую премию за картину «Христос и хананеянка», Жан-Жермен отправился вместе с Давидом в Рим, двух художников связала крепкая дружба. Друэ даже помог Давиду выполнить его знаменитую картину «Клятва Горациев» (1784). Отвечая на вопрос об этой поездке, Давид сказал: «Я решил сопровождать его не только из-за привязанности к своему искусству, но и к его личности. Я уже не мог без него обходиться, мне самому было полезно давать ему уроки, и вопросы, которые он мне задавал, будут уроками на всю мою жизнь».
Жан-Жермен Друэ поселился во Французской Академии в Риме, которая тогда находилась в Палаццо Манчини аль Корсо. В Вечном городе на него произвело впечатление итальянское искусство эпохи Высокого Возрождения, в частности Рафаэля, и памятники античности. В это время он написал картины «Гай Марий в Минтурнах» (1786) и «Филоктет на острове Лемнос» (1788), которые произвели сильное впечатление как в Риме, так и в Париже, и даже в некоторых отношениях превзошли работы его учителя Давида. Первое произведение произвело большое впечатление на Гёте, бывшего тогда в Риме, и вдохновило драматурга Антуана-Венсана Арно на создание одноимённой трагедии (1791).
Однако вскоре Жан-Жермен заболел опасной формой оспы и умер в возрасте в двадцати четырёх с небольшим лет. Похоронен в римской церкви Санта-Мария-ин-Виа-Лата, где его коллеги воздвигли ему памятник.

## Галерея

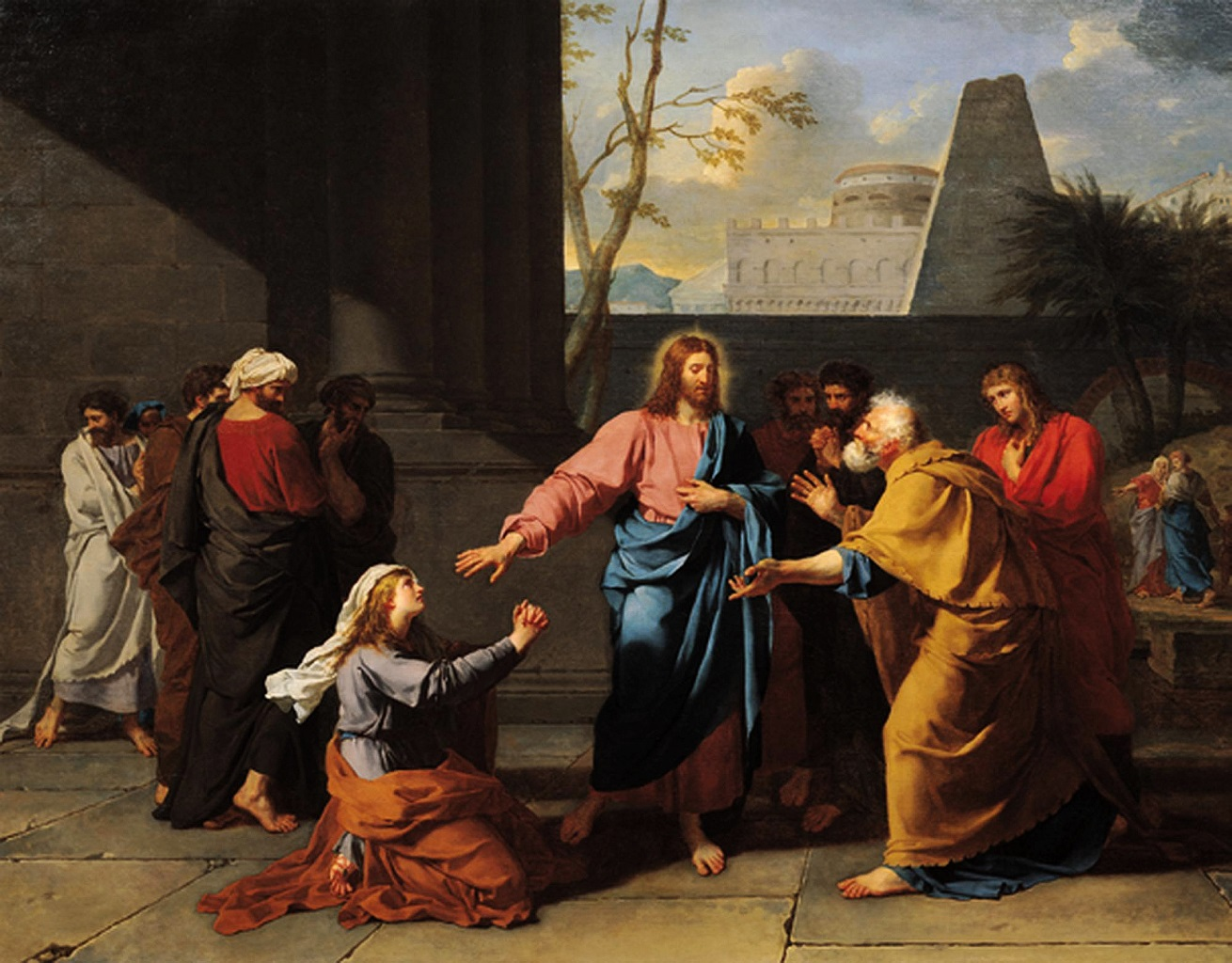
Христос и хананеянка. 1784. Холст, масло. Лувр, Париж
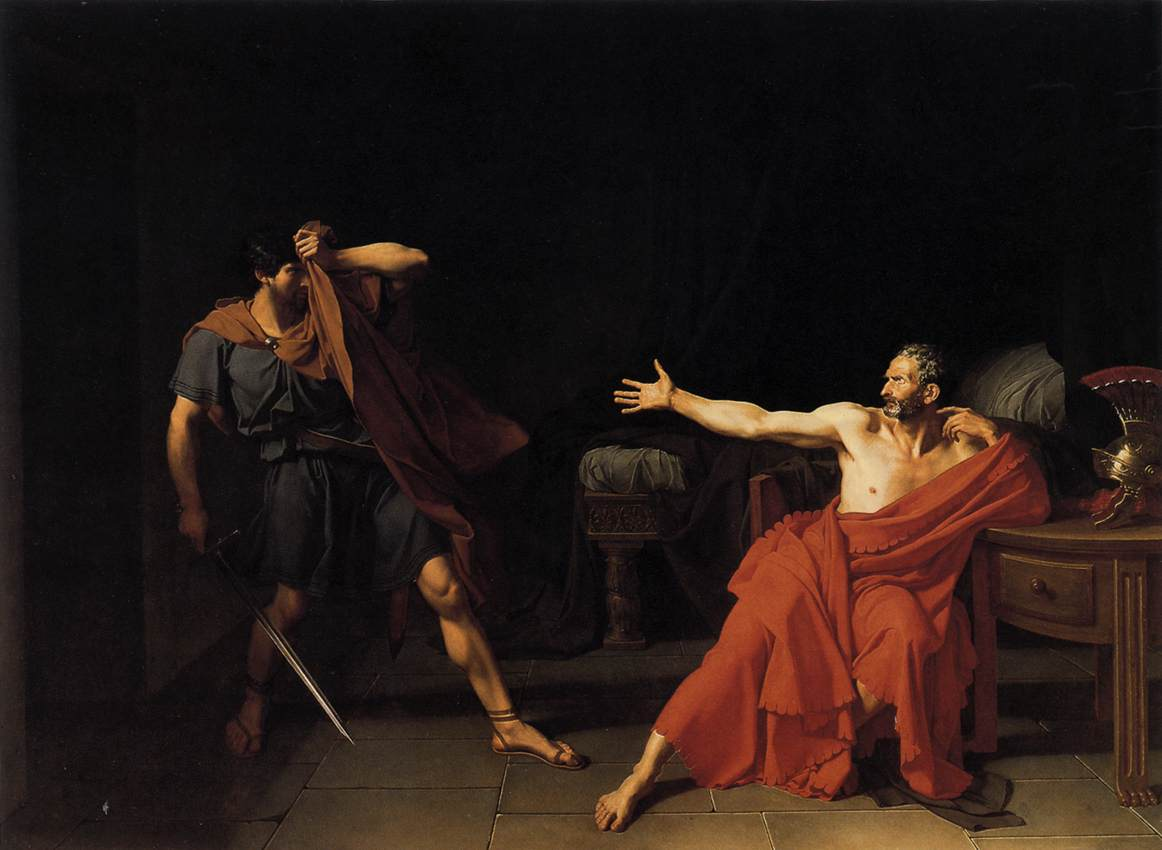
Гай Марий в Минтурнах. 1786. Холст, масло. Лувр, Париж
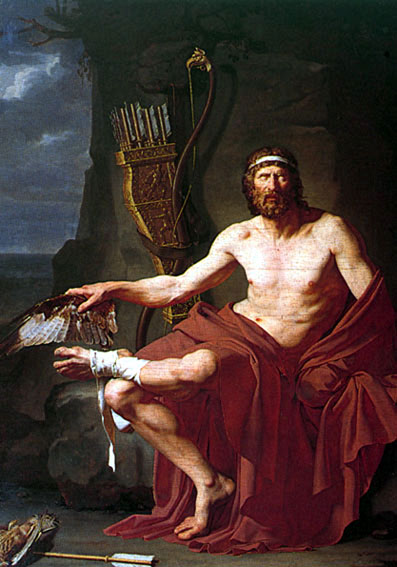
Филоктет на острове Лемнос. 1788. Холст, масло. Музей изящных искусств (фр.), Шартр
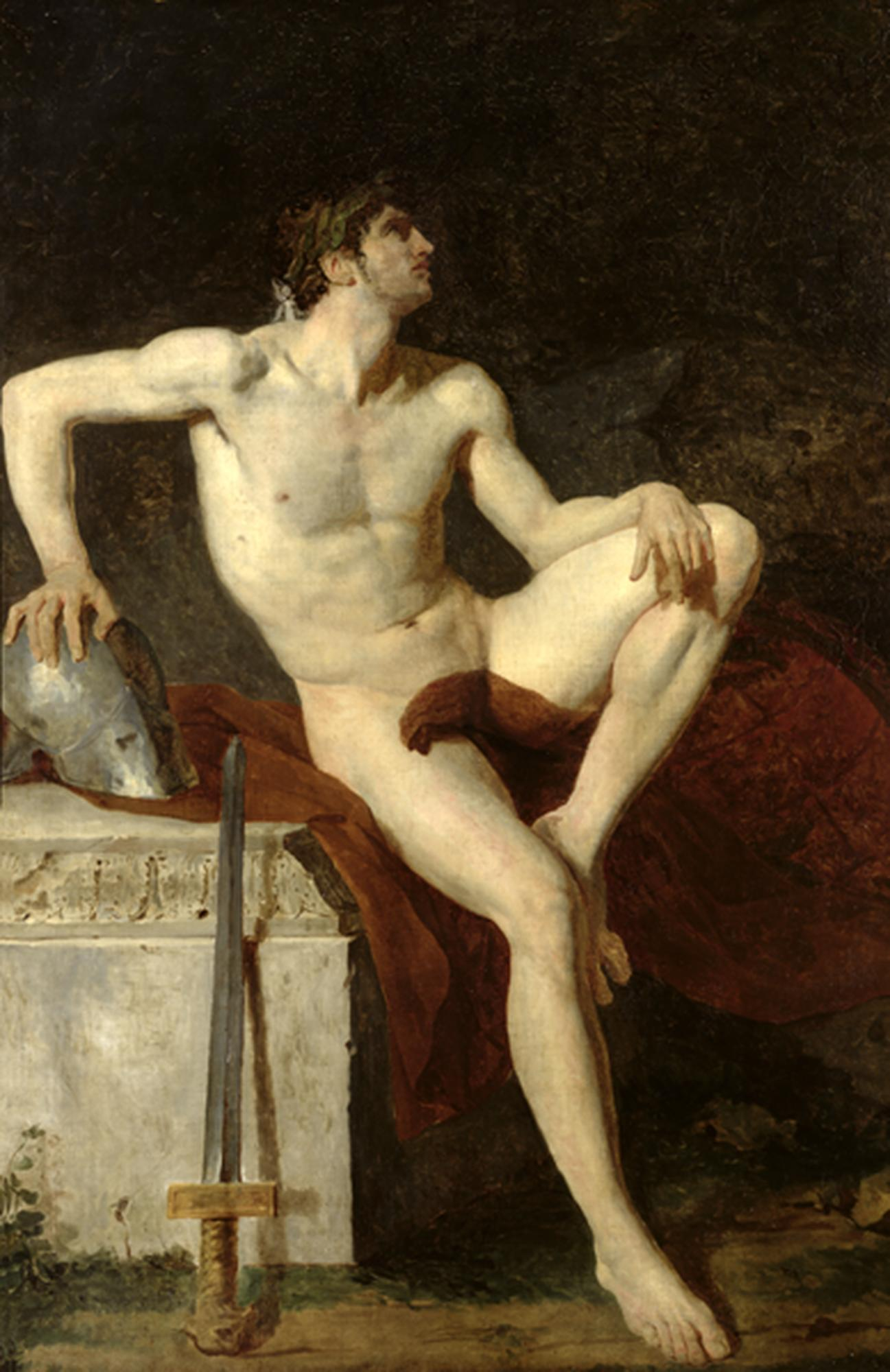
Сидящий гладиатор. Холст, масло. Музей изящных искусств, Руан
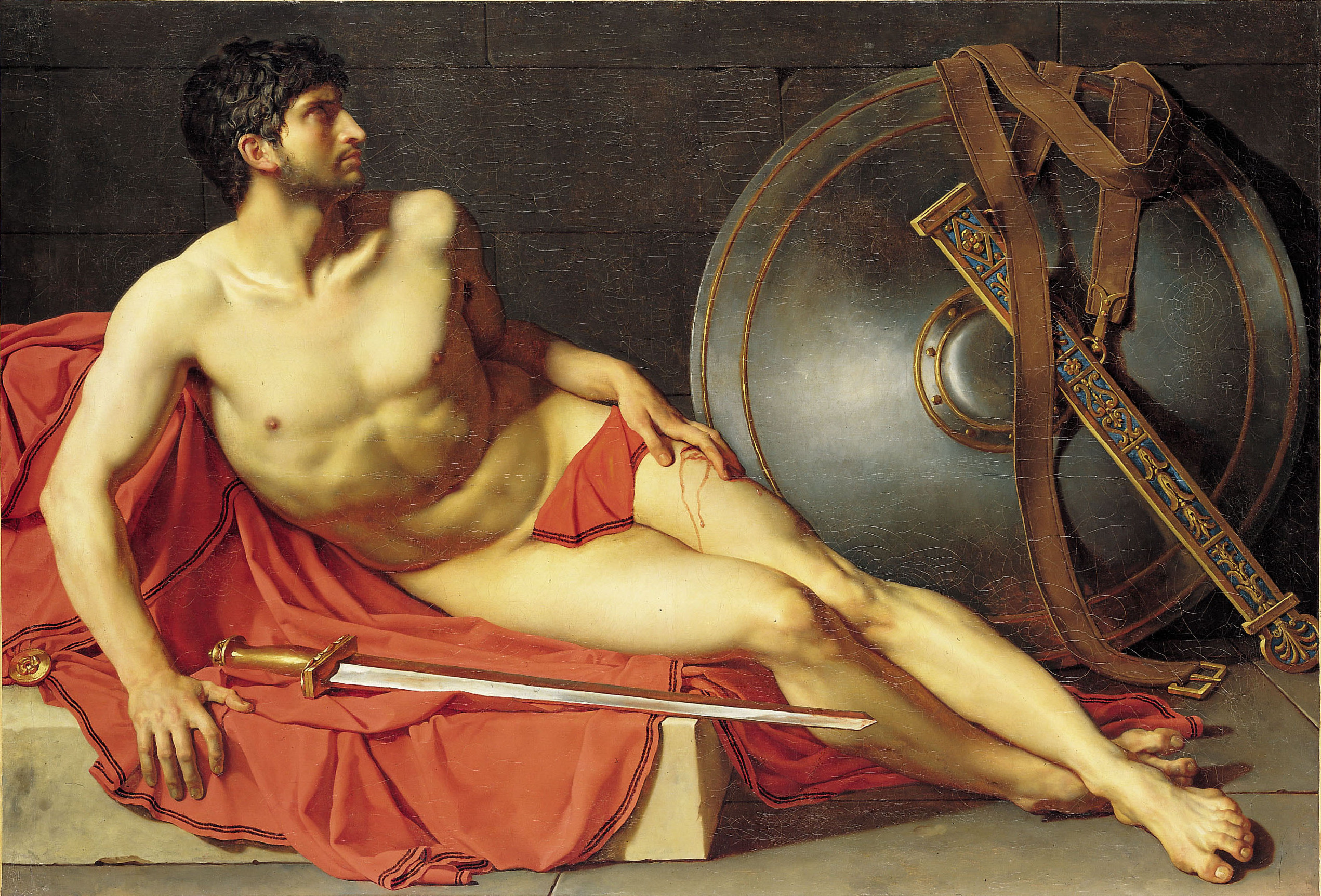
Умирающий атлет, или раненый римский солдат. 1785. Холст, масло. Лувр, Париж
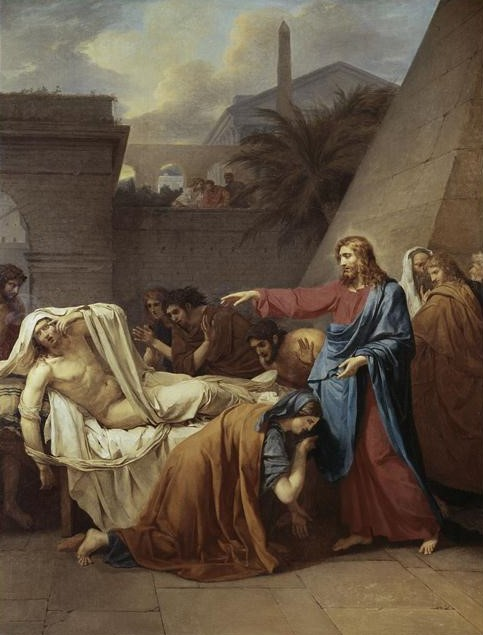
Христос воскрешает сына наинской вдовы. 1783. Холст, масло. Музей Тессе, Ле-Ман